# Herti (Stadt Zug)
Das Hertiquartier ist ein Quartier im Westen der Stadt Zug. Besonders auffallend an dem Quartier sind die markanten Hochhäuser.

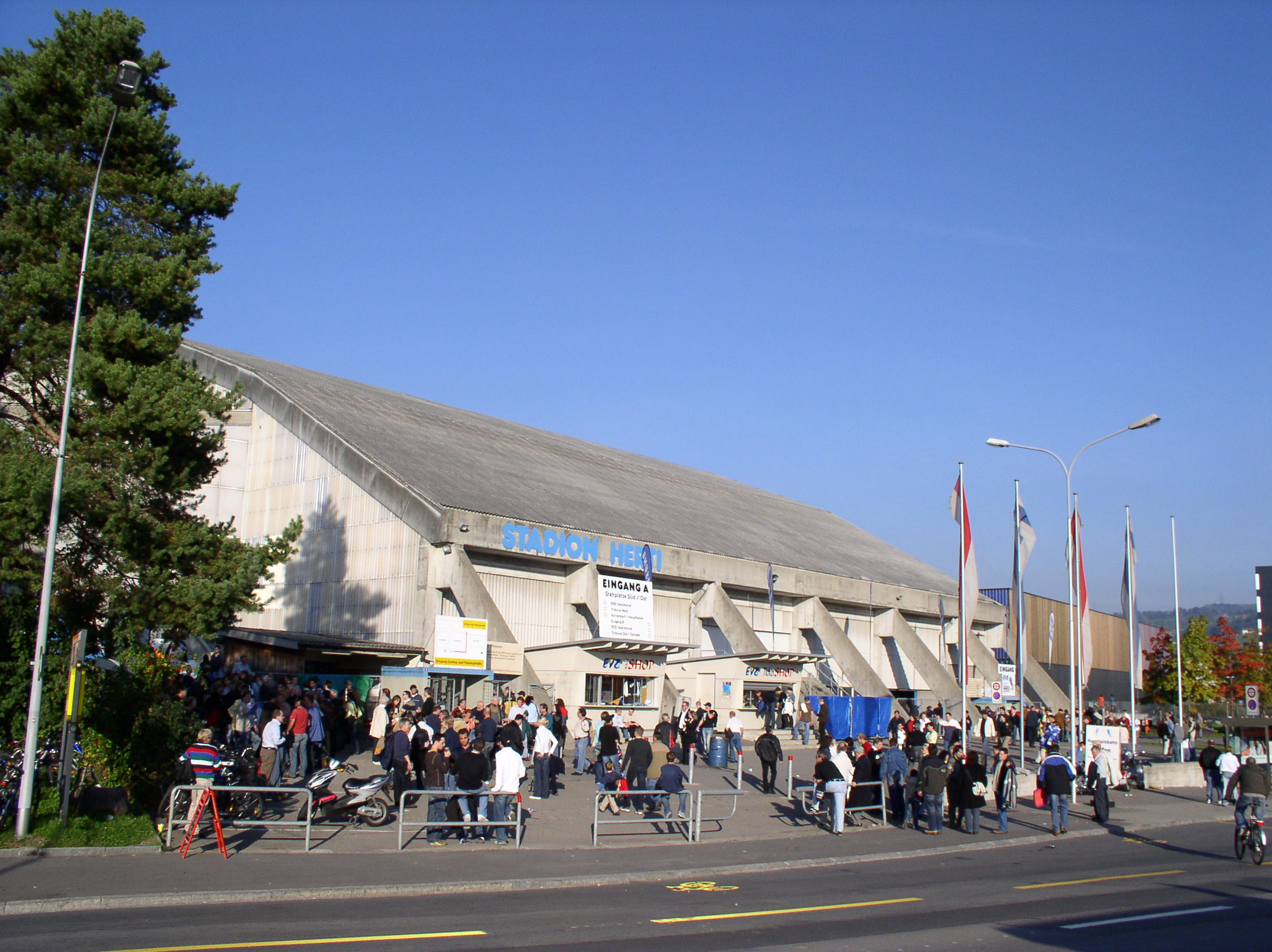
Stadion Herti

## Lage
Das Quartier liegt westlich des Bahnhofs Zug. Es beginnt nach dem ehemaligen Landis & Gyr Areal beim Stadion Herti und erstreckt sich bis zur Letzistrasse. 

## Geschichte
Das Quartier entstand in den 50er Jahren, indem die erste Überbauung Herti mit markanten Hochhäusern gebaut wurde. 1976 entstand eine Schulanlage und 1983 das Einkaufszentrum «Herti-Zentrum». Im Jahre 1967 wurde das Stadion Herti eingeweiht und am 1. Oktober 1984 hat das Alterszentrum Herti den Betrieb aufgenommen.
Am 12. März 2003 erfolgte der Spatenstich für eine erhebliche Erweiterung des Quartiers mit dem Namen «Herti 6». Die erste Phase dieser Überbauung wurde im Oktober 2005 vollendet und beinhaltet rund 200 Wohnungen.
Am 24. Februar 2008 hat das Zuger Stimmvolk einem Neubau des Stadions Herti zugestimmt, das als Bossard Arena im August 2010 eingeweiht wurde und seinen Betrieb aufnahm.